# Mirabello-Klasse
Die Mirabello-Klasse war eine Zerstörerklasse der italienischen Marine. Als zweite Serie von Großzerstörern für die Regia Marina wurden die drei bei Ansaldo gebauten Schiffe als Esploratori (Aufklärer) bezeichnet.
Benannt nach wichtigen Personen der italienischen Marine wurden Carlo Mirabello, Carlo Alberto Racchia und Augusto Riboty 1916 bzw. 1917 in Dienst gestellt und kamen im Ersten Weltkrieg in der Adria zum Einsatz.

Ein Schiff ging 1920 während der Intervention in den Russischen Bürgerkrieg durch Minentreffer im Schwarzen Meer verloren. Die beiden verbliebenen Einheiten wurden in der Zwischenkriegszeit als Flottillenführer eingesetzt und 1938 zu cacciatorpediniere (Zerstörern) umklassifiziert.
Nach Einsätzen als Minenleger und Geleitzerstörer überstand die Augusto Riboty auch den Zweiten Weltkrieg. Sie wurde als Reparation der Sowjetunion zugesprochen. Der inzwischen völlig veraltete Zerstörer blieb aber in Italien und wurde dort 1951 verschrottet.

## Geschichte der Klasse
Seit der Beschaffung der Swift und der Zerstörer der (ersten) Tribal-Klasse begannen verschiedene Werften und Marinen die Entwicklung größerer Zerstörer für den Hochsee-Einsatz. Die Royal Navy hatte beide Typen auf Initiative von Lord Fisher beschafft, verfolgte diese Ideen aber nicht direkt weiter. Erste größere flotilla leader/Flottillenführer (Marksman-Klasse) wurden erst 1912 bestellt und kamen ab Juli 1915 in den Dienst der Navy.

Die Kaiserlich Russische Marine bestellte eine Vielzahl von Großzerstörern der Nowik-Klasse nach dem nach einem Plan der deutschen Vulkanwerft auf einer russischen Werft gebauten, 1913 übernommenen Prototyp Nowik.

Weitere Großzerstörer entstanden in Europa für Chile mit der Almirante-Lynch-Klasse und für Argentinien mit der La-Plata-Klasse sowie für die österreichisch-ungarischen Marine mit der Tátra-Klasse.

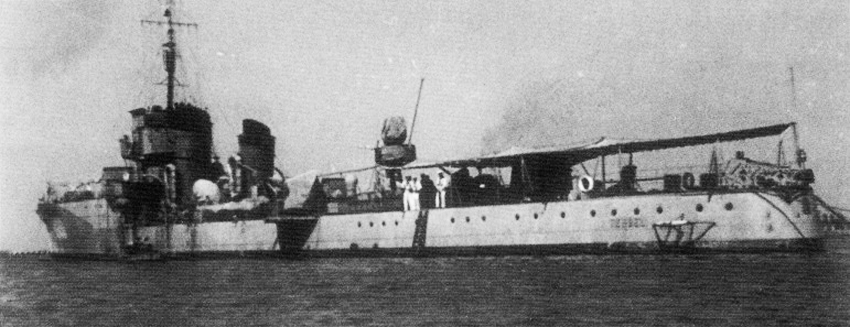
Die spanische Teruel der Poerio-Klasse

Zeitgleich stellte die italienische Regia Marina ähnliche Überlegungen an und bestellte schon 1912 die Zerstörer der Poerio-Klasse und dann deren Vergrößerung mit der Mirabello-Klasse. Nach Kriegseintritt Italiens 1915 auf Seiten der Entente beschlagnahmte man vier für die rumänische Marine bei Pattison in Neapel im Bau befindliche Schiffe und reihte sie als Aquila-Klasse in die eigenen Seestreitkräfte ein. Diese waren mit drei 15-cm-Geschützen bewaffnet und wurden wie die Aufklärungskreuzer als Esploratori (Aufklärer) klassifiziert.

## Technische Beschreibung
Die Schiffe der Mirabello-Klasse waren 103,75 Meter über alles lang, 9,75 Meter breit und hatten einen Tiefgang von 3,3 Meter. Sie verdrängten anfangs 1570 t bis maximal 1800 t.
Auf den Zweischornstein-Zerstörern lieferten vier Yarrow-Kessel den Dampf für zwei Satz Parson-Getriebeturbinen mit 44.000 PS Leistung auf zwei Wellen. Damit konnte eine Geschwindigkeit von 35 Knoten erreicht werden. Mit einem Treibstoffvorrat von bis zu 386 t Öl war ein Fahrbereich von 2300 sm bei einer Marschgeschwindigkeit von 12 kn erreichbar, der sich jedoch bei einer offensiven Einsatzfahrt mit 32 kn auf 500 sm verkleinerte. Diese Fahrleistung ließ im Lauf der Dienstzeit der Schiffe erheblich nach. 1940 konnten die beiden noch vorhandenen Einheiten nur noch 27 kn erreichen und standen kurz vor der Ausmusterung.
Hauptbewaffnung waren acht 102-mm-L/35-Einzelgeschütze, die am Bug und Heck sowie auf gleicher Höhe an beiden Schiffsseiten aufgestellt waren. Zur ursprünglichen Bewaffnung gehörten weiter zwei 76-mm-L/40-Geschütze, die auch zur Flugzeug-/Luftschiff-Abwehr eingesetzt werden konnten und zwei Maschinengewehre. Dazu kamen zwei Doppeltorpedorohrsätze für 457-mm-Torpedos seitlich des hinteren Schornsteins und eine Schienenanlage für den Transport von bis zu 100 Minen.

Während des Ersten Weltkriegs wurde eines der 102-mm-Geschütze durch eine 152-mm-L/40-Kanone ersetzt. Die Bewaffnung der beiden verbliebenen Einheiten wurde in den frühen 1920er-Jahren erneut verändert. Die alten 152 mm- und 102-mm-Geschütze wurden durch acht modernere 102-mm-L/45-Geschütze der Bauart Schneider-Canet Modell 1917 ersetzt und für die 76-mm-Geschütze kamen 40-mm-L/39-Maschinenkanonen der Bauart Vickers-Terni an Bord. Dazu kamen die ersten Wasserbombenwerfer an Bord.

Die Bewaffnung von Augusto Riboty wurde während des Zweiten Weltkriegs weiter verändert, sie führte schließlich nur noch vier 102-mm-Geschütze, die Flakbewaffnung war auf acht 20-mm-Maschinenkanonen verstärkt, die Torpedorohre wurden an Land gegeben und der Waffenbombenstauraum vergrößert.

## Einsätze

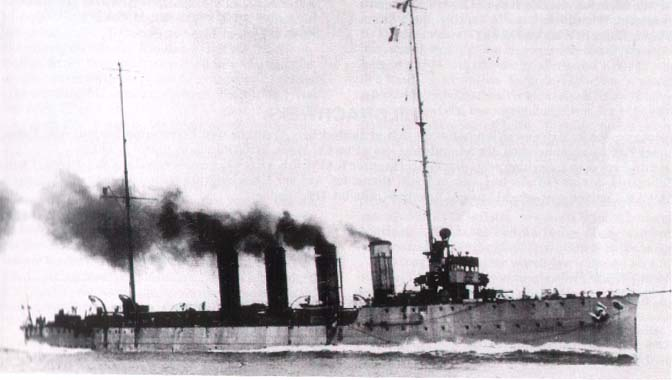
Der österreichische Rapidkreuzer Helgoland

Nach ihrer Indienststellung kamen die neuen Schiffe nach Brindisi zur Sicherung der Otranto-Sperre gegen Vorstöße österreichischer Überwasserstreitkräfte. So war die Carlo Mirabello am 15. Mai 1917
an dem Seegefecht in der Straße von Otranto beteiligt, als sie mit drei französischen 800 t-Zerstörern Commandant Rivière, Bisson und Cimeterre die österreichischen Kreuzer  Novara, Helgoland und Saida entdeckte und verfolgte bis mit den britischen Kreuzern Dartmouth und Bristol schwerere Einheiten eintrafen. Der Versuch eines Torpedoangriffs auf die gegnerische Kreuzer scheiterte an Koordinationsschwierigkeiten des multinationalen Verbandes und an Maschinenproblemen der beteiligten Zerstörer. Auch Mirabello war davon betroffen.

Das Schwesterschiff Carlo Alberto Racchia hatte zeitgleich mit einer anderen italienischen Zerstörergruppe die österreichischen Zerstörer Csepel und Balaton gestellt, die ein Ablenkungsmanöver zur albanischen Küste durchgeführt hatten. Nach einem kurzen Gefecht entkamen die Österreicher in den Schutz der Küstenbatterien von Durazzo, nachdem sie den „esploratore“ Aquila durch einen Treffer im Maschinenraum bewegungsunfähig gemacht hatten und die italienischen Zerstörer sich auf seine Sicherung konzentrierten.

Bis zum Kriegsende sicherten die Schiffe der Mirabello-Klasse Einsätze von Schnellbooten und Flugzeugen gegen gegnerische Stützpunkte an der Adria und halfen beim Kriegsende bei der Besetzung von Inseln und der Überwachung von Stützpunkten des Gegners nach dessen Kapitulation.

### Einsätze nach dem Weltkrieg

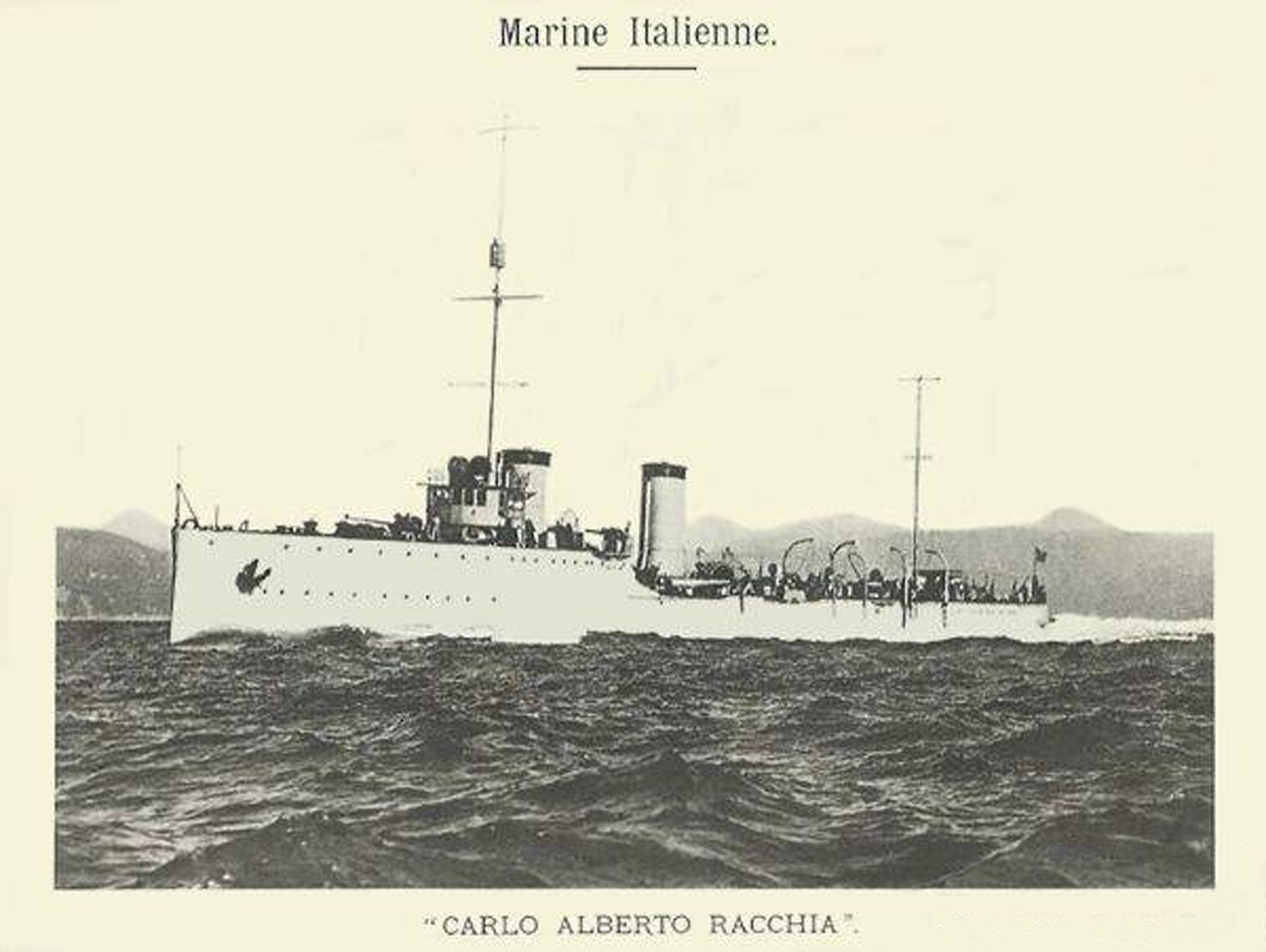
Carlo Alberto Racchia

Die Schiffe der Klasse sicherten italienische Interessen in den sich neu bildenden Staaten nach dem Krieg. So verlegte die Racchia am 20. März 1920
von Tarent nach Konstantinopel und sicherte die Durchfahrt durch den Bosporos und italienische Interessen im Schwarzen Meer während des Russischen Bürgerkriegs und des Griechisch-Türkischen Kriegs.
 Ab dem 19. Juli 1920 begleitete sie einen Verband von drei italienischen Transportern mit über 3000 russischen Kriegsgefangenen, die Italien von Österreich-Ungarn übernommen hatte, von Konstantinopel nach Odessa. Am Vormittag des 21. Juli lief die Racchia  19 Meilen vor Odessa auf eine (vermutlich türkische) Mine die mittschiffs explodierte und auf dem Schiff zehn Mann das Leben kostete. Die Carlo Alberto Racchia sank innerhalb von 40 Minuten. Die Überlebenden wurden von einem der Transporter aufgenommen.

Die beiden verbliebenen Schiffe machten in den folgenden Jahren etliche Auslandsbesuche So führte die Carlo Mirabello vom 24. April bis zum 30. Oktober 1924 eine Reise von Venedig bis nach Leningrad und zurück nach La Spezia durch. Auf der über 11.000 Seemeilen langen Reise besuchte sie 30 Häfen in 19 Staaten, darunter die europäischen Hauptstädte Lissabon, Brüssel, Oslo, Stockholm, Helsinki, Tallinn, Riga und Kopenhagen sowie die Freie Stadt Danzig und Stettin, Lübeck und Hamburg in Deutschland.

Im Mai / Juni 1929 begleitete Augusto Riboty mit den Zerstörern Curtatone, Calatafimi, Monzambano und Palestro den Zweiten Massenflug Italo Balbos von Tarent über Athen, Istambul und Varna nach Odessa. An dem Flug ab dem 3. Mai nahmen 32 Savoia-Marchetti SM.55, zwei SM 59bis und eine Cant 22 teil. Auf dem Rückflug wurde das rumänische Konstanza an Stelle von Varna angeflogen. Von Tarent überflogen die Maschinen in Formation am 19. Juni noch Rom, um zu ihrer Basis Orbetello zurückzukehren.

Nach der Reise wurde die Riboty Flottillenführer der 4. Zerstörerflottille in Tarent, die sich aus dem VII. Zerstörer-Geschwader mit den Einheiten der Palestro-Klasse und dem VIII. Zerstörer-Geschwader mit den vier Schiffen der Curtatone-Klasse zusammensetzte.
Zwischen Oktober 1936 und September 1938 wurde die Mirabello vor Spanien zur Beobachtung des spanischen Bürgerkriegs eingesetzt. Sie kam dabei nicht nur im westlichen Mittelmeer, sondern auch vor der nordspanischen Atlantikküste zum Einsatz und lief auch eine Vielzahl von Häfen an.
Im September 1938 wurden die beiden esploratore leggere (Leichten Aufklärer) zu cacciatorpediniere (Zerstörern) herunter klassifiziert, da sie mit ihrer Bewaffnung und Ausrüstung inzwischen veraltet waren. Auch konnten die Schiffe nur noch eine Höchstgeschwindigkeit von 27 kn erreichen. Beide Schiffe standen vor ihrer Ausmusterung, was durch den in Europa ausbrechenden Zweiten Weltkrieg verhindert wurde.

### Einsätze im Zweiten Weltkrieg
Als Italien im Juni 1940 auf der Seite Deutschlands dem Krieg beitrat, waren die beiden Schiffe in Bari und Brindisi stationiert.
Sie legten im Golf von Tarent und im Südteil der Adria einschließlich Albanien zusammen mit dem Minenschiff Vieste, dem Hilfsschiff Barletta und dem ehemals deutschen Kreuzer Taranto ex Straßburg 37 defensive Minensperren mit 2335 Minen, davon 28 U-Abwehrsperren.
Am 21. Oktober 1940 wurde in Brindisi das Kommando Maritrafalba gebildet, das die Truppen- und Nachschubtransporte nach Albanien durchführen und sichern sollte. Neben den Zerstörern Mirabello und Riboty gehörten elf alte Torpedoboote der Curtatone- (4), Cantore- (2), La-Masa- (2), Palestro- (2) und Sirtori-Klassen, sowie vier Geleitschiffe, die 12. T-Boot-Flottille mit vier modernen Torpedobooten der Spica-Klasse sowie eine Schnellboot-Flottille zu diesem Verband.

Im November und Dezember 1940 beschoss Riboty mit der 15. Zerstörer-Flottille (Pigafetta, Da Recco, Pessagno) griechische Stellungen nördlich von Korfu, wobei beim zweiten Einsatz auch die italienischen Kreuzer Eugenio di Savoia und Raimondo Montecuccoli  beteiligt waren.
Am 20. Mai 1941 war die Carlo Mirabello mit einem Hilfskreuzer, zwei Transportern und zwei Tankern auf dem Weg nach Patras, als sie am Morgen des 21. Mai nahe der Insel Lefkada eine Explosion vor sich entdeckte. Als der Zerstörer versuchte, dem Havaristen (das italienische Kanonenboot Matteucci) zu helfen, löste er eine weitere Mine aus, die ihm fast das Vorschiff abriss. Die Pellegrino Matteucci sank schon als die Mirabello sich näherte. Beide waren auf Minen gelaufen, die von dem britischen Minenkreuzer Abdiel in der Nacht bei Kap Dukato ausgebracht worden waren. Die Mirabello trieb noch einige Stunden auf dem Wasser, ehe sie nahe der Küste sank, 44 Besatzungsmitglieder starben bei ihrem Untergang.

Auf den Minen der Abdiel gingen auch noch die deutschen Transporter Marburg (7564 BRT) und Kybfels (7764 BRT) verloren.
So verblieb allein die Augusto Riboty im Dienst der italienischen Marine, die überwiegend zu Geleitdiensten herangezogen wurde. 1942 und 1943 wurde sie für diese Aufgaben zweimal umgerüstet und dabei ihre Hauptbewaffnung reduziert und die U-Boot- und Flugzeug-AbwehrBewaffnung verstärkt. Im Frühjahr 1943 gehörte sie zu den Einheiten, die versuchten, die in Tunis eingeschlossenen deutsch-italienische Panzerarmee noch zu versorgen.

Als Italien im September aus dem Krieg an der Seite des Deutschen Reichs ausschied, gelang es der Riboty aus der Adria nach Malta zu entkommen.

### Das Schicksal derRiboty
Während der Beteiligung der Italienischen Marine am Zweiten Weltkrieg auf Seiten der Alliierten (la cobelligeranza 1943-1945) war der alte Zerstörer an der Sicherung alliierter Geleitzüge unter US-amerikanischen Oberkommando beteiligt. Dazu transportierte er Austauschpersonal und Material zu den im großen Bittersee des Suezkanals internierten italienischen Schlachtschiffen Italia und Vittorio Veneto. Die Riboty war mit diesen weiteren Einsätzen der im Weltkrieg am häufigsten eingesetzte italienische Zerstörer und wurde wegen des andauernden Einsatzes in beiden Weltkriegen mit einer Medaille ausgezeichnet (Medaglia di bronzo al valor militare).
Nach den Bedingungen des Friedensvertrages wurde die Augusto Riboty der Sowjetunion zugesprochen, die aber die Übernahme des völlig veralteten Schiffes verweigerte. Nach kurzer stationärer Nutzung in Tarent wurde das Schiff im Februar 1950 aus der Liste der Kriegsschiffe gestrichen und im Folgejahr zum Abbruch verkauft.

## Einheiten
| Name                  | Kiellegung        | Stapellauf        | Indienststellung  | Verbleib                                                                               |
| --------------------- | ----------------- | ----------------- | ----------------- | -------------------------------------------------------------------------------------- |
| Carlo Mirabello       | 21. November 1914 | 21. Dezember 1915 | 24. August 1916   | Am 21. Mai 1941 nach Minentreffer vor Kap Dukato, Albanien, gesunken                   |
| Carlo Alberto Racchia | 10. Dezember 1914 | 2. Juni 1916      | 21. Dezember 1916 | Am 21. Juni 1920 nach Minentreffer im Schwarzen Meer nahe Odessa gesunken              |
| Augusto Riboty        | 27. Februar 1915  | 25. Dezember 1916 | 5. Mai 1917       | Als Reparation an die Sowjetunion vorgesehen, blieb in Italien, dort 1951 verschrottet |